# Rue Mably (Nancy)
Pour les articles homonymes, voir Rue Mably.
La rue Mably est une voie de la commune de Nancy, dans le département de Meurthe-et-Moselle, en région Lorraine (Grand Est).

## Situation et accès
La rue Mably, placée au sein de la Ville-neuve, appartient administrativement au quartier Charles III - Centre Ville. Elle va de la rue de la Primatiale à la rue des Tiercelins.

## Origine du nom
Elle porte le nom de l'abbé Gabriel Bonnot de Mably (1709-1785), philosophe et inspirateur de la Révolution.

## Historique
Après avoir porté les noms de « Première rue des Chanoines », « rue de Mably » en 1791, « rue des Chanoines » en 1814, et « rue Mably » depuis 1830, elle est l'une des rares rues de Nancy a gardé le vocable révolutionnaire.

## Bâtiments remarquables et lieux de mémoire
- no 1 : Hôtel du Grand Chantre, dont les deux portes de l'immeuble, l'une sur la rue Mably l'autre sur la rue du Manège sont inscrites au titre des monuments historiques par arrêté du 13 avril 1944[2].

- no 7 : Hôtel de Myon[3],[4],[5],[6].

- no 9 : Hôtel du Grand Doyen ou Hôtel de Stainville, dont les façades sur rue, sur cour et sur jardin sont inscrites au titre des monuments historiques ainsi que le vestibule d'entrée, l'escalier et les toitures par arrêté du 15 mai 1944[7].